# Московское дерби (хоккей)
«Московское дерби» — противостояние между хоккейными клубами ЦСКА и «Спартак».

## История
Соперничество двух хоккейных клубов Москвы (ЦСКА, «Спартак») являются наиболее известными дерби в российском хоккее и имеют самую длинную историю. Эти команды соперничали с друг с другом ещё в первом чемпионате СССР по хоккею с шайбой в 1946—1947 годах, уже тогда привлекая большое внимание прессы и болельщиков.
Важность столичных дерби показывает тот факт, что долгое время в спортивной прессе СССР существовала традиция определять неформального чемпиона Москвы, при этом во внимание принимались только матчи московских команд с друг другом.
В 1990-х — 2000-х годах московские хоккейные клубы, в первую очередь, ЦСКА и «Спартак», переживали не лучшие времена. Некогда постоянные чемпионы СССР армейцы свои последние медали выиграли в 1992 году, став серебряным призёром последнего союзного первенства, а красно-белые после третьего места по итогам сезона 1991/1992 не смогли ни разу добиться хоть-каких успехов. Всё это привело к снижению интереса московских болельщиков к хоккею вообще и к столичным дерби в частности.
С возникновением чемпионата КХЛ интерес к дерби стал возвращаться. Московские армейцы вернулись в элиту российского клубного хоккея, а домашние матчи «Спартака» стали самым посещаемыми среди других московских хоккейных клубов.
В последнее время[какое?] в связи успехами молодёжных команд «Красная Армия» (ХК ЦСКА) и МХК «Спартак» в турнирах Молодёжной хоккейной лиги вырос интерес к их противостоянию.